# Ali Mouhammad Khan
Shahzada 'Ali Mouhammad Khan (mort en 1839) est un écrivain moghol du XIXe siècle.
Faisant partie de la famille des Khudakka (branche de la dynastie des Durrani), Ali Mouhammad Khan était le fils unique de Din Mouhammad Khan et petit-fils du Gouverneur de Multan, Mouhammad Sharif Khan Bahadour. Nous ne savons que très peu de choses sur sa vie.
Écrivain, il écrivit son œuvre la plus célèbre, Tazkirat ul-Muluk en 1835. Mort en 1839, il eut quatre fils :
- Mouhammad Bahram Khan (mort en 1878), exilé en Arabie
- Mouhammad Zargham Khan (mort en 1888)
- Mouhammad Moubazar ud-din Khan (mort en 1886)
- Azdar Ali Khan (mort en 1892)